# جیمی وانگ
جیمز فرانکلین وانگ (انگلیسی: James Franklin Wong؛ زادهٔ ۲۸ مارس ۱۹۸۷) هنرپیشه، خواننده و یوتیوبر آمریکایی چینی تبار است. وی از سال ۲۰۱۰ میلادی تاکنون مشغول فعالیت بوده‌است.
از فیلم‌ها یا برنامه‌های تلویزیونی که وی در آن نقش داشته‌است، می‌توان به دایره و ویش دراگون اشاره کرد.